# Marius Katiliškis
Marius Katiliškis (născut Albinas Marius Vaitkus; n. 15 septembrie 1914, Gruzdžiai⁠(d), Gubernia Kovno⁠(d), Imperiul Rus – d. 17 decembrie 1980, Lemont⁠(d), Illinois, SUA) a fost un scriitor lituanian din exil.

## Biografie
Părinții lui Katiliškis erau originari din satul Žagariškiai⁠(d), aflat la granița de nord a Lituaniei. Viitorul scriitor s-a născut în orășelul Gruzdžiai⁠(d), dar și-a petrecut copilăria și primii ani ai tinereții în satul Katiliškės⁠(d), aflat la câțiva kilometri distanță, de la care și-a luat numele său ultde mai târziu. Era al nouălea din cei unsprezece copii ai familiei.
A urmat școala în orașul Žagarė⁠(d) și a lucrat la ferma tatălui său. În 1931 a fost încorporat pentru satisfacerea stagiului militar în Armata Lituaniană⁠(d), servind acolo ca operator radio. Întors din armată, s-a angajat la biblioteca orașului Pasvalys⁠(d), care a fost redenumită în cinstea sa în 1994. În anul 1941 s-a căsătorit cu profesoara de matematică Elzė Avižonytė.
În timp ce Armata Germană⁠(d) se retragea de pe Frontul de Est în 1944, Katiliškis s-a alăturat Forței de Apărare a Patriei⁠(d) cu o scurtă existență și a luptat împotriva Armatei Roșii în orașul Seda⁠(d). Unele dintre experiențele sale trăite în cursul retragerii din Lituania către Germania au stat la baza romanului biografic Išėjusiems negrįžti („Cei plecați nu se mai întorc”). De teamă să nu fie deportat înapoi în Uniunea Sovietică, și-a schimbat numele în Marius Katiliškis.
Katiliškis a trăit după ărzboi în diferite tabere de persoane strămutate⁠(d), timp în care a studiat arta în Freiburg, un centru cultural renumit pentru lituanienii strămutați, unde a cunoscut-o și s-a logodit cu poeta Zinaida Nagytė-Katiliškienė, care a scris sub pseudonimul Liūnė Sutema. În 1949 a emigrat în Statele Unite ale Americii și a locuit la New York și Chicago. A lucrat la mai multe fabrici din zona Chicago, inclusiv la fabrica Kimball Piano⁠(d). Scriitorul și-a construit o casă proprie la periferia orașului Lemont, Illinois⁠(d), și a locuit acolo până la moartea sa, în 1980, din cauza complicațiilor survenite de pe urma mai multor boli (boală de inimă, ciroză, cancer de vezică urinară și probleme circulatorii la picioare atât de severe încât ambele au devenit cangrenate și au trebuit să fie amputate).

## Lucrări
Katiliškis era remarcat pentru interesul său față de limba lituaniană. Astfel, el purta frecvent un bloc notes și un creion pentru a nota cuvintele pe care le-a auzit; au fost scrise mai multe articole științifice despre modul său de utilizare a limbii.
A debutat în anul 1931, la vârsta de 17 ani, cu poezii publicate în săptămânalul Naujienos din Šiauliai și a continuat să publice poezie și proză în diferite publicații lituaniene. Un manuscris al unei colecții de povestiri prezentate unei edituri a fost pierdut în timpul războiului și redescoperit și publicat abia în 2003.
Cea mai mare parte a scrierilor sale au fost publicate pentru prima dată la Chicago, deși cea mai faimoasă lucrare a sa, romanul Miškais ateina ruduo (1957), a fost republicată în 1969 în Lituania sovietică, un eveniment rar în rândul scriitorilor emigrați. Un film inspirat din acest roman a avut premiera în 1990. Unii critici consideră acest roman este cea mai bună operă literară în proză scrisă în limba lituaniană. Criticii timpurii au comparat romanul cu pictura flamandă.
Cărțile lui Katiliškis au fost distinse cu o serie de premii de către organizațiile americano-lituaniene, printre care Lithuanian Encyclopedia Press, federația Santara-Šviesa și Societatea Scriitorilor Lituanieni.

## Scrieri
- 1948 Prasilenkimo valanda (nuvele), Schweinfurt, Germania: Vismantas
- 1951 Paskendusi vasara (colecție de povești), Rodney (Ontario), Canada: Rūta
- 1952 Užuovėja (nuvele), Chicago (Illinois): Terra
- 1957 Miškais ateina ruduo (roman), Chicago: Terra
- 1958 Išėjusiems negrįžti (roman), Chicago: Terra
- 1963 Šventadienis už miesto (nuvele), Chicago: Terra
- 1969 Duobkasiai, Chicago: Pedagoginis lituanistikos institutas
- 1969 Miškais ateina ruduo (roman), Vilnius: Vaga
- 1975 Apsakymai, Willowbrook: Algimanto Mackaus knygų leidimo fondas
- 1993 Pirmadienis Emerald gatvėje (roman neterminat), Willowbrook, Il.: Algimanto Mackaus knygų leidimo fondas
- 2022 Fall Comes from the Forest (traducere a scrierii Miškais ateina ruduo de Birutė Vaičjurgis Šležas), Flossmoor, Il.: Pica Pica Press